# Creagra
Creagra este un gen de molii din familia Lymantriinae.